# 第一次香檳戰役
第一次香檳戰役 (法語：1ere Bataille de Champagne)是一場第一次世界大戰的早期戰役，發生地點位於法國的香檳-阿登區域，交戰雙方為法蘭西第三共和國及德意志帝國。這是協約國自從1914年秋季的奔向大海後，面對德軍第一場有效的攻勢。

## 戰鬥過程
在1914年12月20日的小型遭遇戰開始，到1915年3月17日止，雙方在尼烏波爾特到凡爾登區域間的戰線，持續不斷的交戰。
戰鬥起始於南方的沙永突出部（佩爾特附近），並觸發了12月18日至22日的日旺希戰役、12月20日佩爾特戰鬥、12月22日尼永的戰鬥。
戰鬥以奪回小部分領土為結束，法軍損失九萬人，德軍也損失相當數量的軍隊。
這場戰鬥也顯示，騎兵在戰爭中扮演角色的重要性相當有限。